# Jan Belonje
Mr. dr. Johan (Jan) Belonje (Alkmaar, 17 juni 1899 – Leiden, 22 november 1996) was een Nederlands jurist, bestuurder, bankier en historicus.

## Biografie
Belonje werd geboren als zoon van Johannes Lieve Gijsbertus Belonje (1862-1929), leraar Engels aan het Alkmaars gymnasium, en Alida Geertruida Bosman (1873-1975), dochter van een zoutzieder en eigenaar van de Alkmaar Packet die veerdiensten tussen Alkmaar en de Waddeneilanden verzorgde. Hij volgde de lagere school waar hij in de laatste klas een 10 behaalde voor geschiedenis; zijn moeder lichtte daarvan de gemeentearchivaris Cornelis Willem Bruinvis (1829-1922) in en vanaf toen ging Belonje met grote regelmaat naar het Alkmaars archief waar hij onder andere zijn paleografische kennis opdeed. Hij volgde daarna het gymnasium waar hij in 1919 voor het eindexamen slaagde. In 1918 had hij zich al aangemeld als "adspirant-vaandrig" om zich in te zetten tijdens de Eerste Wereldoorlog maar pas na het behalen van zijn diploma trad hij in 1920 in werkelijke dienst, volgde een militaire opleiding en werd in 1921 als reserve-officier op groot verlof gesteld; hij volgde nog wel de gebruikelijke promoties en werd uiteindelijk in 1934 als reserve-1e-luitenant ontslagen.
In 1919 was hij ingeschreven als student te Leiden waar hij in 1926 afstudeerde in de rechten. Hij begon zijn promotieonderzoek, legde dat echter stil om in 1928 zich als advocaat te vestigen in zijn geboorteplaats. Pas in 1933 volgde toch zijn promotie te Leiden: De Zijpe en Hazepolder. De ontwikkeling van een waterschap in Holland's Noorderkwartier. Mede vanwege zijn kennis van het waterschapsrecht werd hij in 1930 benoemd tot secretaris van het waterschap de Schermeer. Hij was intussen ook benoemd, als nevenfunctie, tot leraar handelsrecht, later ook staatsrecht, aan de plaatselijke Handelsschool.
In 1947 werd hij benoemd tot agent van De Nederlandsche Bank hetgeen hij tot zijn pensionering in 1962 zou blijven. Hij was daarin de opvolger van de ervoor overleden agent mr. P. Langeveld van wie hij al de plaatsvervanger was. De directie van de bank eiste dat hij zijn meeste (betaalde) nevenfuncties moest opgeven, zoals het leraarsambt en waterschapssecretaris. In zijn leven bleef hij overigens vele onbetaalde nevenfuncties bekleden in genealogische en historische verenigingen, vaak gelieerd aan Alkmaar.
In 1931 trouwde hij met Eline Maria Verfaille (1908-2001), dochter van de dijkgraaf van het Koegras (waarover hij in 1926 had publiceerd: 'De bedijking van het Koegras', later nog in 1974) en hoogheemraad, met wie hij twee dochters kreeg. Hij overleed op hoge leeftijd, net als zijn moeder die 102 werd, te Leiden waarnaar hij kort daarvoor was verhuisd. Op 13 en 14 mei 1997 werd zijn omvangrijke bibliotheek geveild in zijn overlijdensplaats.

## Publicaties
Belonje heeft zo'n 1000 publicaties op zijn naam staan. Zij betreffen vooral genealogie, heraldiek, kerk- en lokale geschiedenis, waterschaps- en poldergeschiedenis, en rechtsgeschiedenis. Daarnaast schreef hij over kastelen, havezaten en adellijke huizen, grafstenen en grafzerken, en over vestingwerken. Zijn eerste publicatie was: 'Iets uit de eerste jaren der bedijkte Schermer', in 1926 gepubliceerd in De Navorscher, een tijdschrift waarvan hij later redacteur zou worden. Zijn eerste omvangrijke publicatie was: Genealogische en heraldische gedenkwaardigheden in en uit de kerken der provincie Noord-Holland, een 5-delig werk dat hij samen schreef met mr. P.C. Bloys van Treslong Prins. In het jaar van zijn promotie publiceerde hij ook de geschiedenis De Schermeer 1633-1933, in opdracht van de hoofdingelanden van het waterschap waarvan hij zelf dus de secretaris was. In 1945 volgde Het hoogheemraadschap van de uitwaterende sluizen in Kennemerland en West-Friesland, 1544-1944. In 1956 publiceerde hij over De twee Nijenburgen bij Alkmaar. Zijn laatste zelfstandige publicatie was Een illuster grachtenhuis uit 1989, over een grachtenhuis in zijn geboorteplaats. Zijn laatste publicatie dateert van 1992 en betrof 'De confraterniteit van St. Cunera te Rhenen'.
In 1982 verscheen ter gelegenheid van zijn 70-jarig archiefbezoek een uitvoerige publicatie, Mr. Dr. Johan Belonje. Zeventig jaar archiefbezoeker, waarin al zijn tot dan verschenen publicaties waren opgenomen, voorafgegaan door een biografische schets.